# Jugendstilbad (Darmstadt)

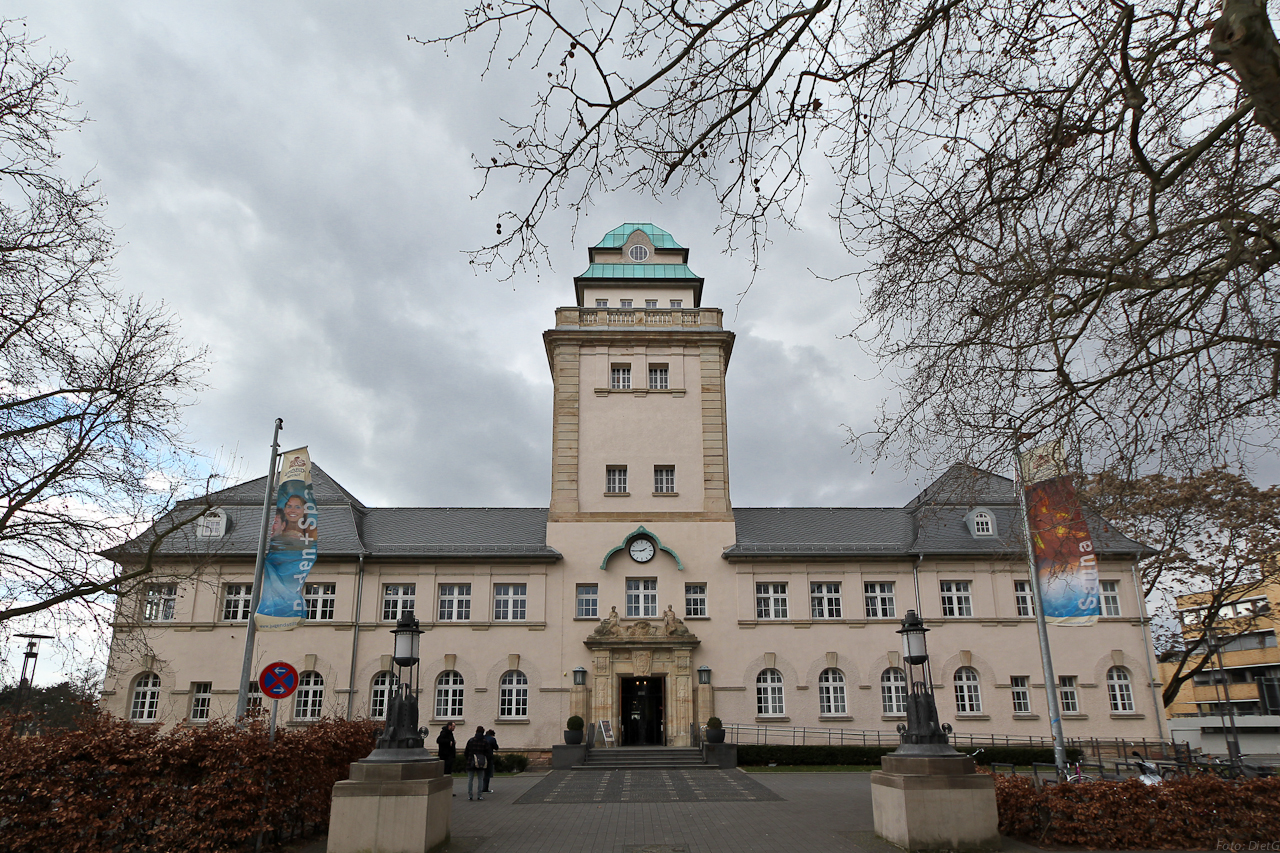
Eingang Jugendstilbad (2013)

Das Jugendstilbad Darmstadt ist ein historisches Schwimmbad mit Sauna in Darmstadt.
Es entstand 1907–1909 nach Entwurf des Darmstädter Stadtbaurats August Buxbaum und wurde jahrzehntelang als Stadtbad, Städtische Badeanstalt oder Städtisches Hallenbad bezeichnet. Das Gebäude wird durch Dekorelemente im Jugendstil charakterisiert, während sich die Gesamtform eher an den Neoklassizismus und die zeitgenössische Reformarchitektur anlehnt. Es steht unter Denkmalschutz.

## Historischer Bestand
Das Bad verfügte ursprünglich über zwei Schwimmhallen sowie Anwendungsbereiche für Wannen- und Dampfbäder. Entsprechend den moralischen Vorstellungen der Zeit herrschte eine klare Trennung der Geschlechter (Männerbad und Frauenbad mit getrennten Eingängen). Die Dreiflügelanlage enthielt in ihrem südlichen Flügel die Damenschwimmhalle. Sie wurde im Zweiten Weltkrieg zerstört. Ersetzt wurde sie ab Herbst 1964 zunächst durch eine funktionale Schulschwimm- und Sporthalle, die beim letzten Umbau, in dessen Rahmen auch die denkmalgerechte Restaurierung der erhaltenen historischen Teile erfolgte, wiederum einem Neubau weichen musste. Ursprünglich erhalten sind so nur die Herrenschwimmhalle im nördlichen Flügel und die Räume des Eingangsbereichs im mittleren Flügel. Bis zur Kriegszerstörung besaß das Bad darüber hinaus einen reich gestalteten Vorplatz und an den Seiten Arkaden mit Pavillons.
Bei der denkmalgerechten Restaurierung wurde die ursprüngliche Dachlandschaft einschließlich des historischen Turmaufsatzes wiederhergestellt. Im Innern waren trotz der Modernisierungen der letzten Jahrzehnte zahlreiche Räume in der ursprünglichen künstlerischen Ausgestaltung des Jugendstils erhalten geblieben. Diese konnten weitestgehend instand gesetzt werden und präsentieren sich wieder sehr farbenfroh. Die Restaurierung begann mit Voruntersuchungen im Jahr 2001 und wurde 2005 bis 2008 durchgeführt.
Das Jugendstilbad ist ein Kulturdenkmal nach dem Hessischen Denkmalschutzgesetz.

## Heutige Nutzung
Im Februar 2008 erfolgte die Wiedereröffnung. Es handelt sich heute eher um ein Wellnessbad als um ein Schwimmbad: Die modernen Ergänzungen in der Mitte und im südlichen Teil der Anlage bieten einen Erlebnisbereich und Badebecken für Kinder. Die eigentliche Schwimmhalle, das ehemalige Herrenbad, hat ein 25-m-Becken mit einer Tiefe von 1,35 m bis 1,80 m.

## Auszeichnung
- European Waterpark Association, Sonderpreis 2008: Jugendstilbad Darmstadt, für die Wiederbelebung historischer Badekultur.[4]

## Bildergalerie

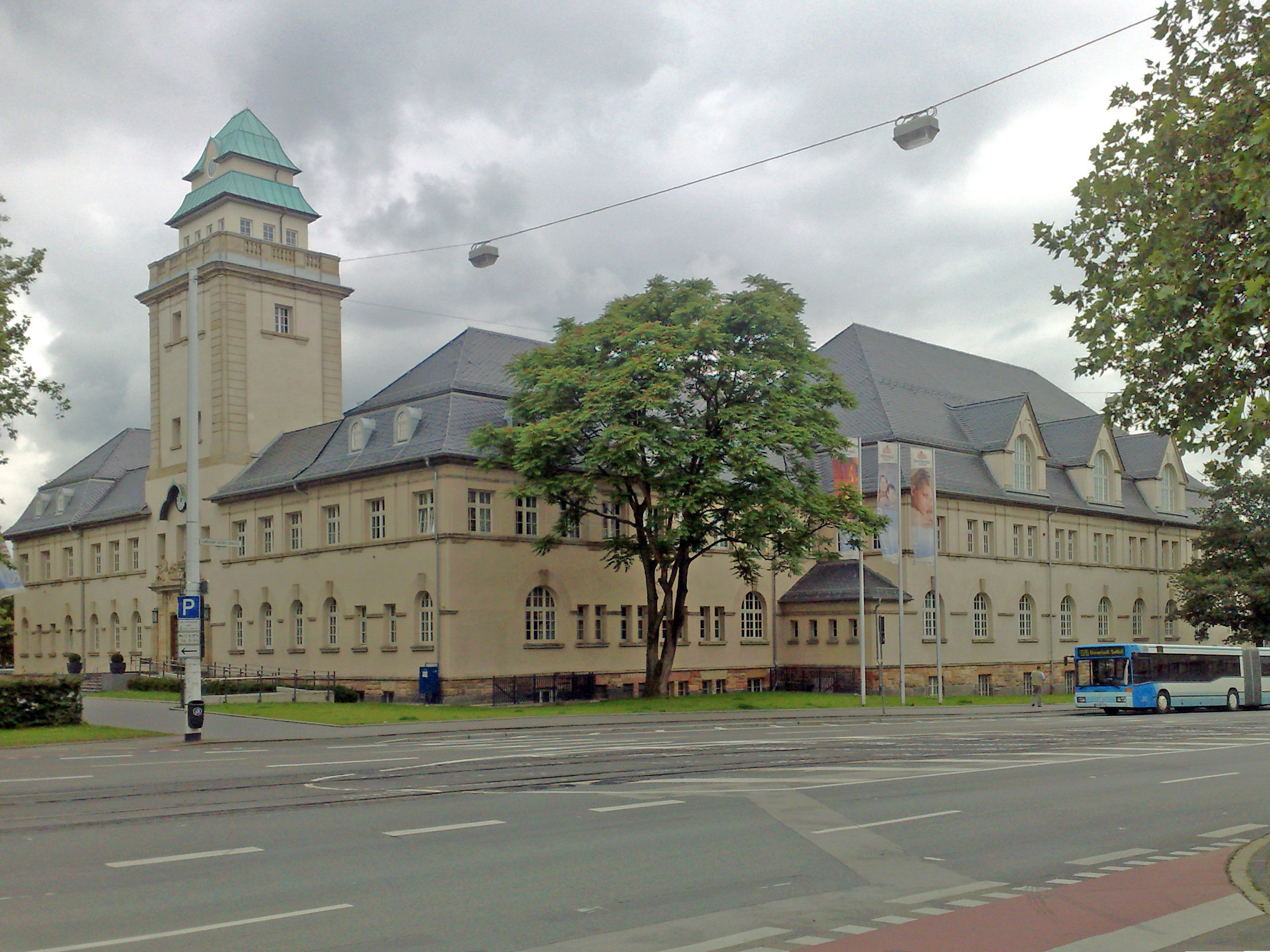
Jugendstilbad (Blickrichtung: Südwest) (2011)
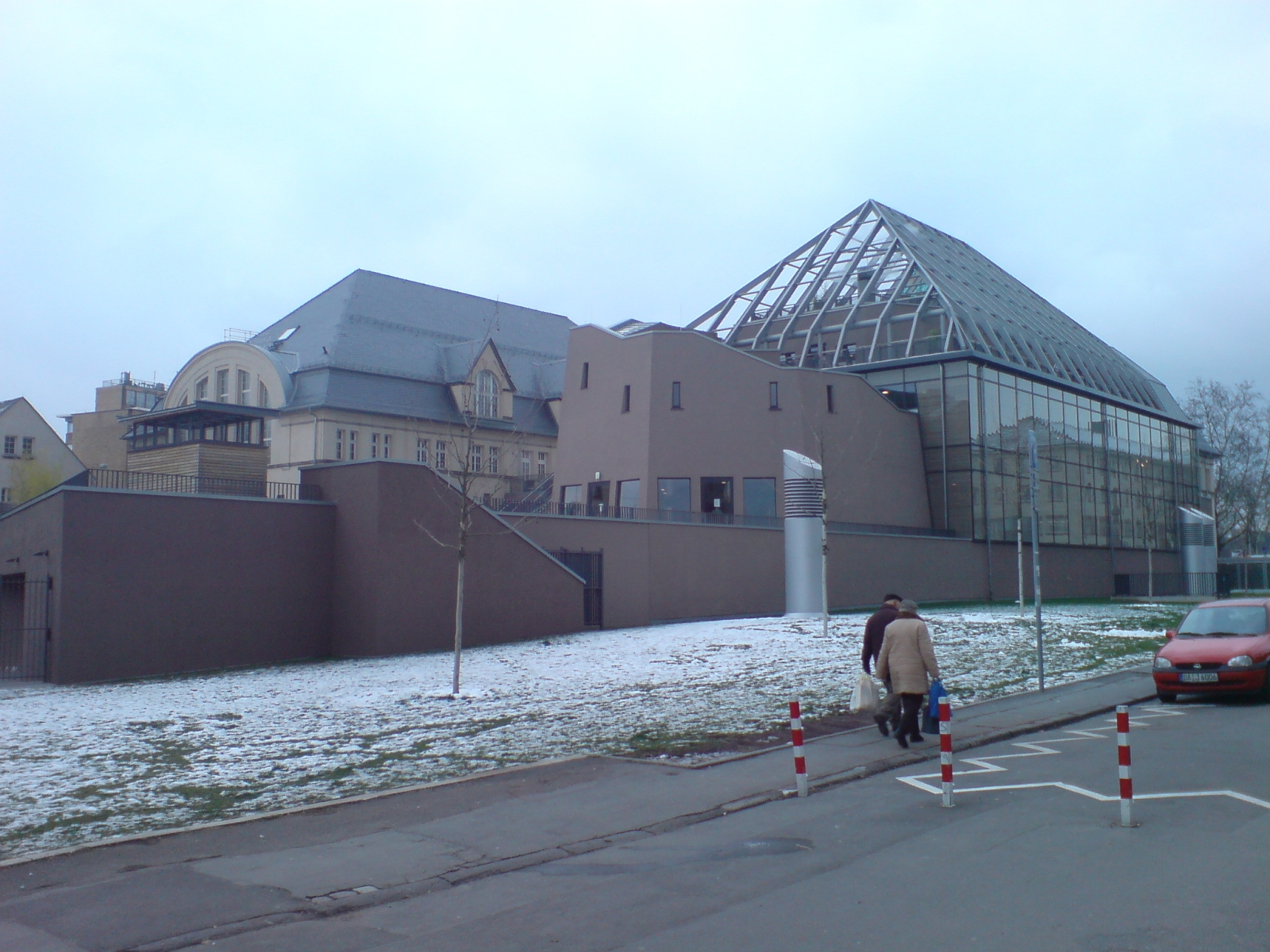
Jugendstilbad, moderner Anbau (Blickrichtung: Nordost) (2009)
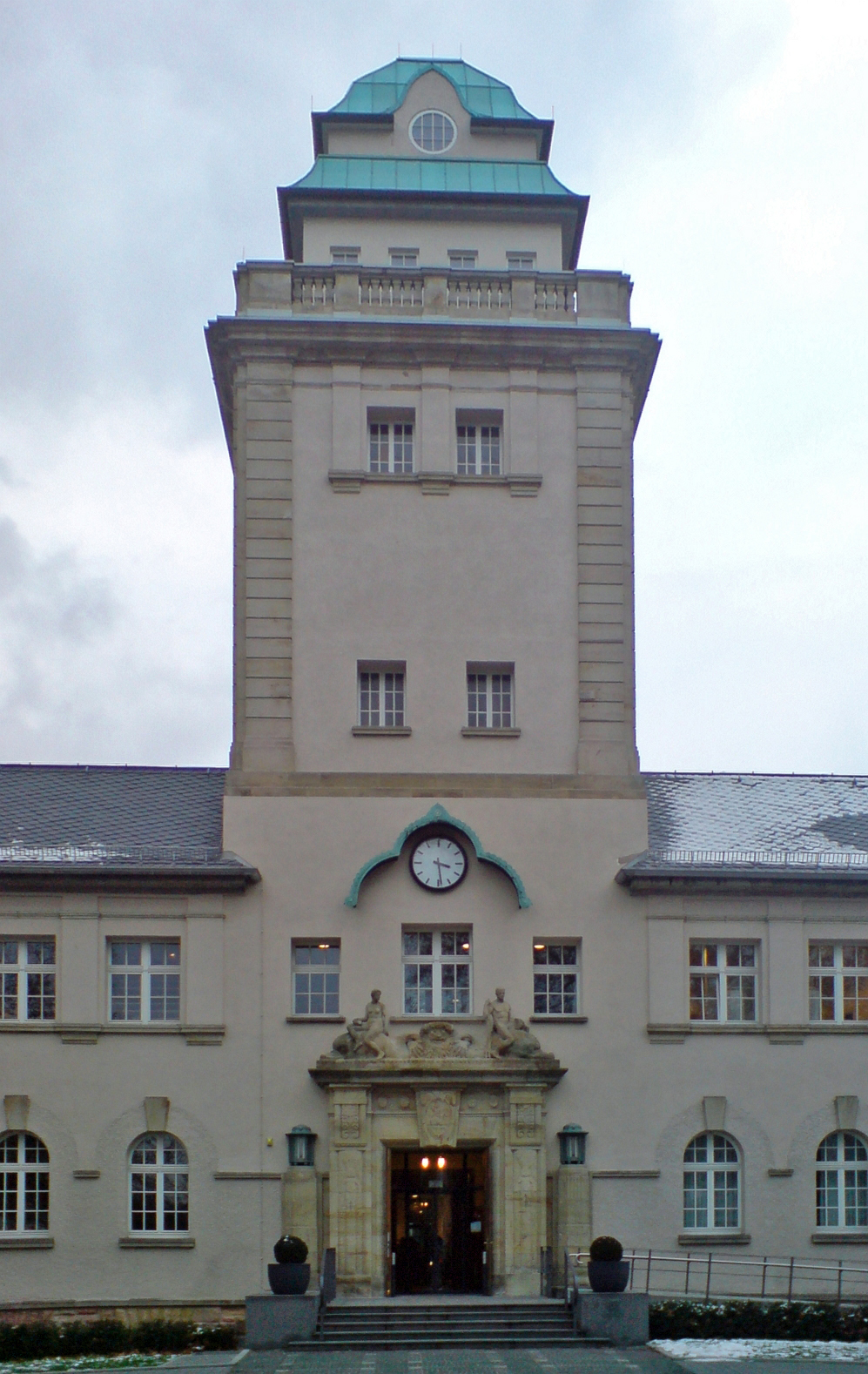
Jugendstilbad, Haupteingang (2011)
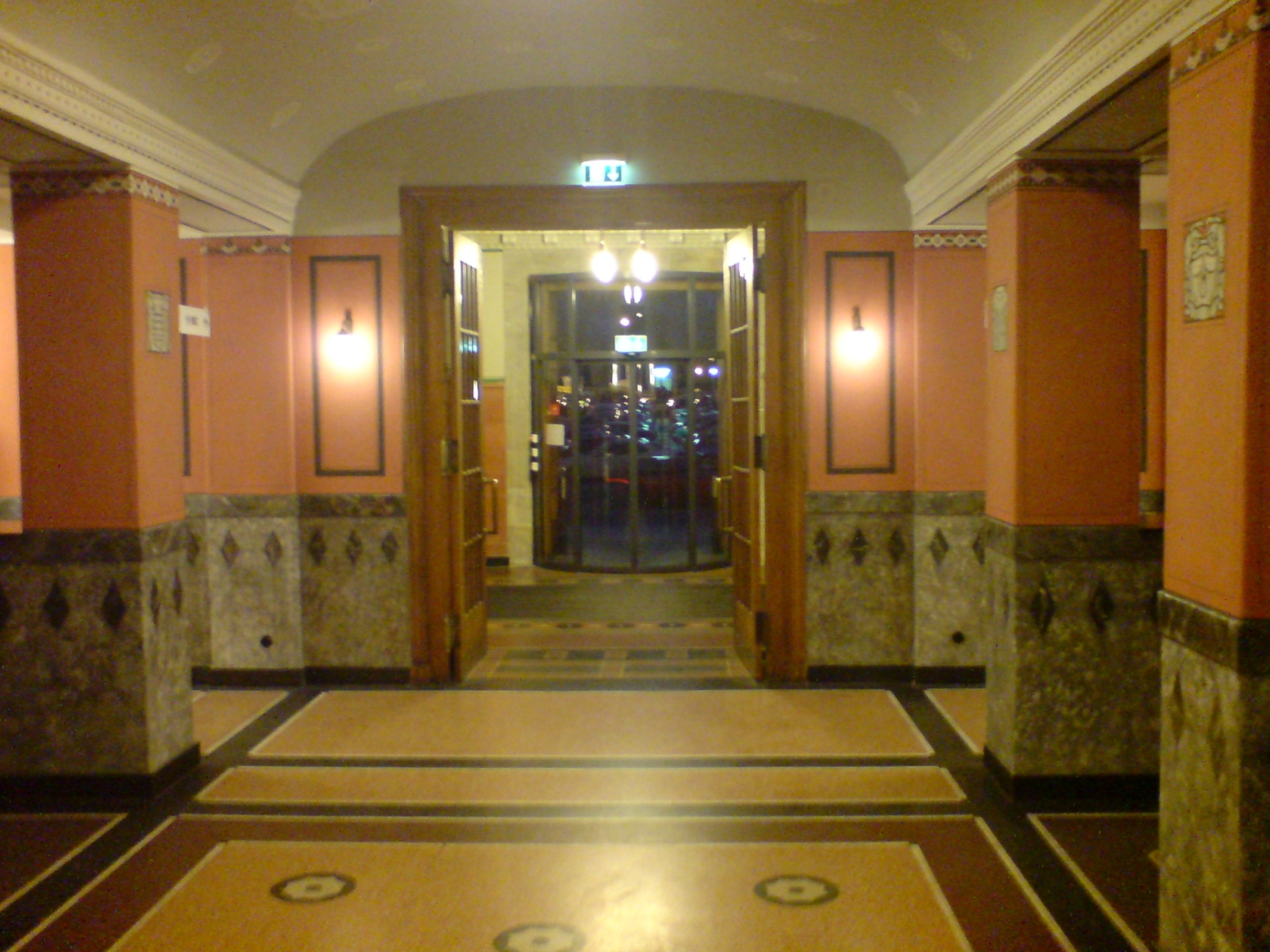
Jugendstilbad, Innenansicht (2009)
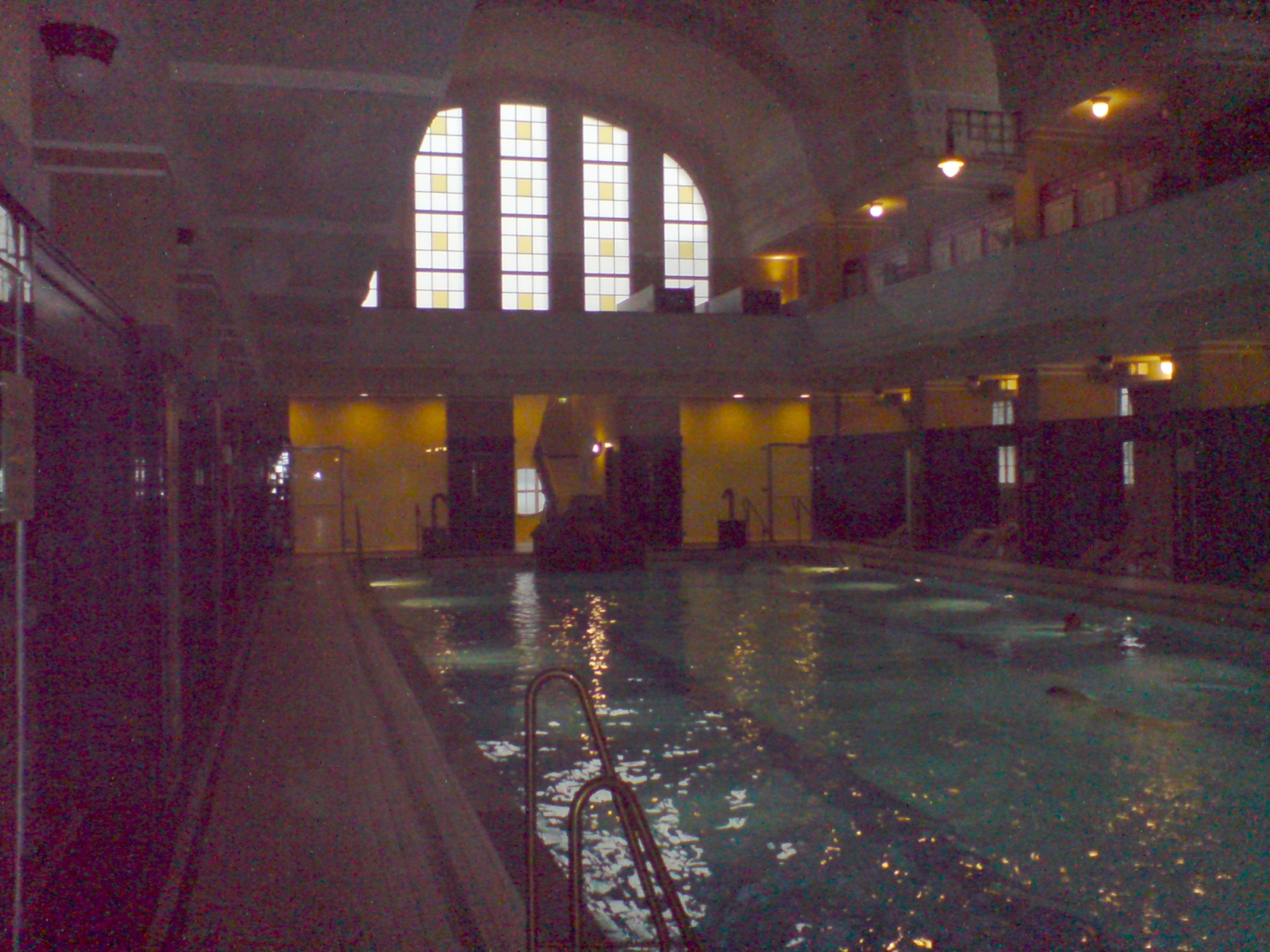
Jugendstilbad, Innenansicht (2009)
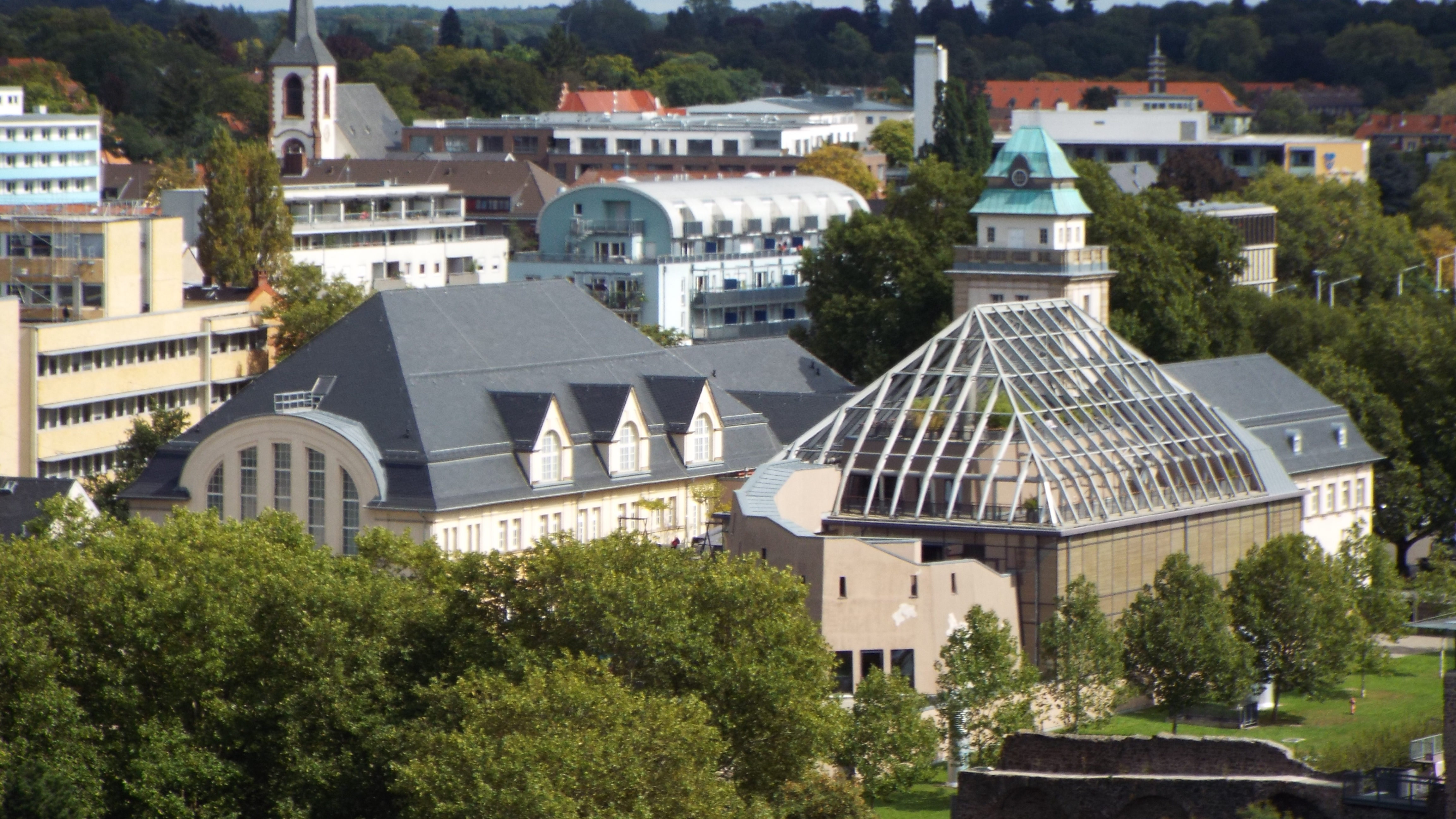
Jugendstilbad (2017)